# 欧洲E79公路

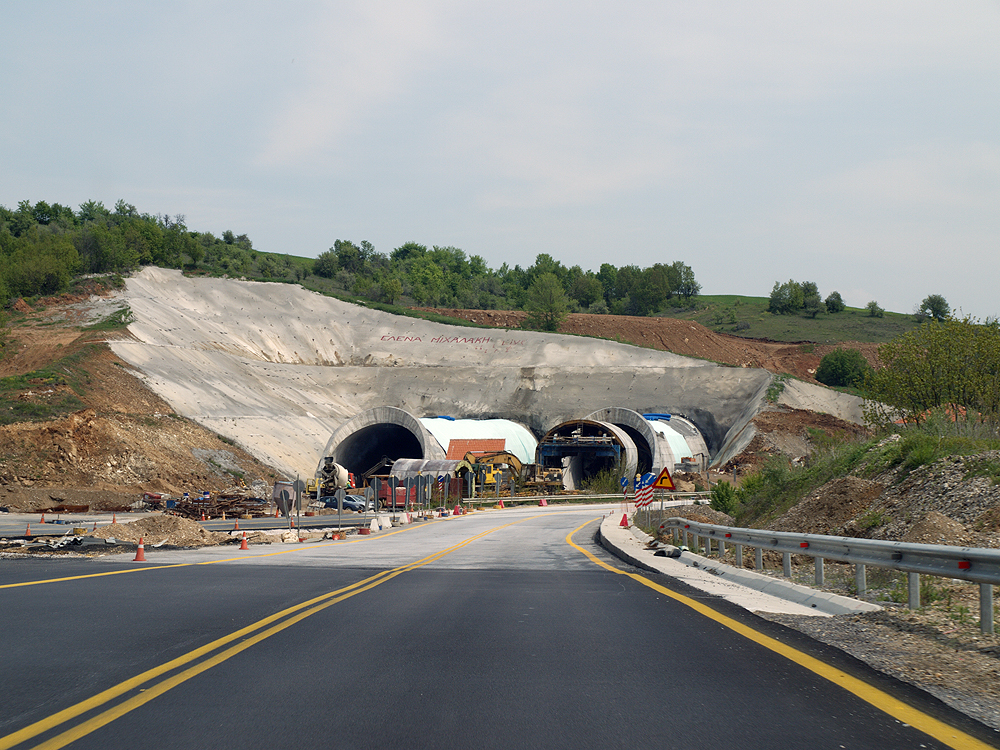
建设中的E79在希腊的双洞隧道（现已完成）

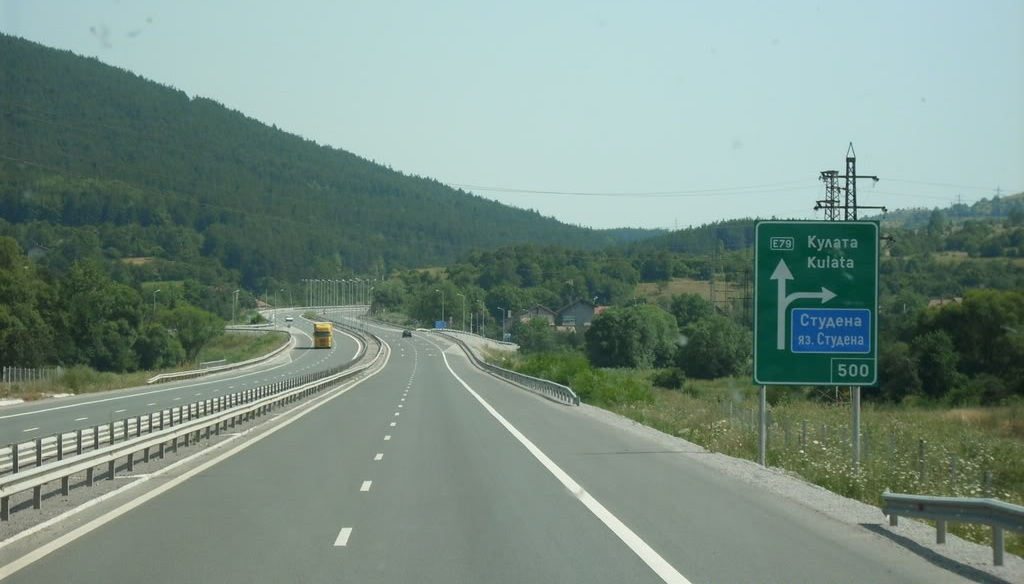
E79公路保加利亚段

欧洲E79公路（E79）是欧洲的一条国际公路，起点为匈牙利米什科尔茨，经过羅馬尼亞和保加利亚，终点为希腊塞萨洛尼基，全长约1,300 km（810 mi）。